# Палеонтологичен музей (Асеновград)
Палеонтологичен музей „Димитър Ковачев“ е музей в Асеновград. Основан е през 1990 г. като филиал на Националния природонаучен музей в София.

## История
Създаден по инициатива на Националния природонаучен музей на основата на палеонтологичната сбирка, събирана в продължение на десетилетия от дългогодишния учител по биология в асеновградската гимназия Димитър Ковачев с помощта на негови ученици. По своя обем това е най-голямата в България колекция от неогенски гръбначни животни, основно копитни бозайници. Научната колекция от бозайници към 2013 г. наброява над 25 000 образци от повече от 40 вида.
Сбирката първоначално се съхранява в гимназията на града, а при учредяването на музея тя става част от колекциите на Националния природонаучен музей и е пренесена в сградата, предоставена от общината специално за филиал на музея. За пръв уредник на музея е назначен Димитър Ковачев.

## Експозиция
Първият етаж на музейната експозиция е открит през май 1995 г. Той представя еволюцията на хоботните бозайници. Особено атрактивен между всички експонати е монтираният скелет от древния дейнотериум (Deinotherium). Българският екземпляр се смята за уникален, тъй като съдържа най-голям брой кости от едно животно. Оригиналът на скелета е изложен в Палеонтологическия музей на Софийския университет. Дейнотериумът е открит през 1965 г. в местността „Кунлу дере“ край село Езерово, Първомайско, от Димитър Ковачев. Реставриран е от ст.н.с. Иван Николов. Откритият екземпляр е обитавал българските земи преди около 6 млн. години. Бил е висок 4,65 m и дълъг 6,80 m, вероятно е тежал 12 тона.
Освен от гръбначни, на втория етаж са показани и многобройни вкаменелости от безгръбначните организми. Основна част от гръбначните са представители на хипарионова фауна от района на Гоцеделчевско, Хаджидимово и Петричко. Разширена е през 1998 – 1999 г. Колекцията представя фосили от едноклетъчни към двупластни организми (корали и колониални корали), трипластни животни (охлюви) и останки от фосилни костенурки.
Експозицията запознава с различни видове гръбначни животни, обитавали района на Родопите в далечното минало. Там посетителите могат да видят картина, представяща животинските видове преди милиони години. На нея се виждат носорози, жирафи и газели, което дава информация за природната обстановка иклимата през този период и за разнообразите на животинския свят. Представа за древната природа от този период дават най-вече изкопаемите видове от находището при Хаджидимово от преди около 8 милиона години.

## Колекции
Палеонтологичният музей по своя обем е най-голямата в България колекция от неогенски гръбначни животни. Научната колекция от бозайници към 2013 г. наброява над 25 000 фосили от повече от 40 вида. Особено ценни са откритите и възстановени вкаменени скелети на древни хиени (Adcrocuta eximia), саблезъби котки (Metailurus major), мечки (Indarctos bakalovi), примати (Mesopithecus delsoni), носорози (Aceratherium incisivum), жирафи (Helladotherium duvernoy) и различни копитни видове предшественици на съвремените коне. Тук е изложен и единствения познат фрагмент от череп на новоописания вид Калиманция булгарика(Kalimantsia bulgarica). По материали от находището край гр. Хаджидимово палеоорнитологът проф. Златозар Боев е описал 1 нов род и 4 нови вида за науката: българска рогата земна врана (Euroceros bulgaricus), родопски орел змияр (Circaetus rhodopensis), български сокол (Falco bulgaricus) и мишелов на Спасов (Buteo spassovi). В същото находище са намерени и първите останки от щрауси в България. Те са отнесени към неогенския вид каратеодоров щраус (Struthio karatheodoris) Находките от тези птици са открити сред многохилядните колекции от фосили на бозайници, но поради дребните им размери и необходимостта от специално съхранение, не са показани в музея в Асеновград. Те се пазят в Националния природонаучен музей в София, чийто филиал е асеновградския Палеонтологичен музей.

## Снимки
- Снимки на Палеонтологичния музей
- Дворът на музея
- Сградата на музея
- Дейнотериум